# Martin Buber

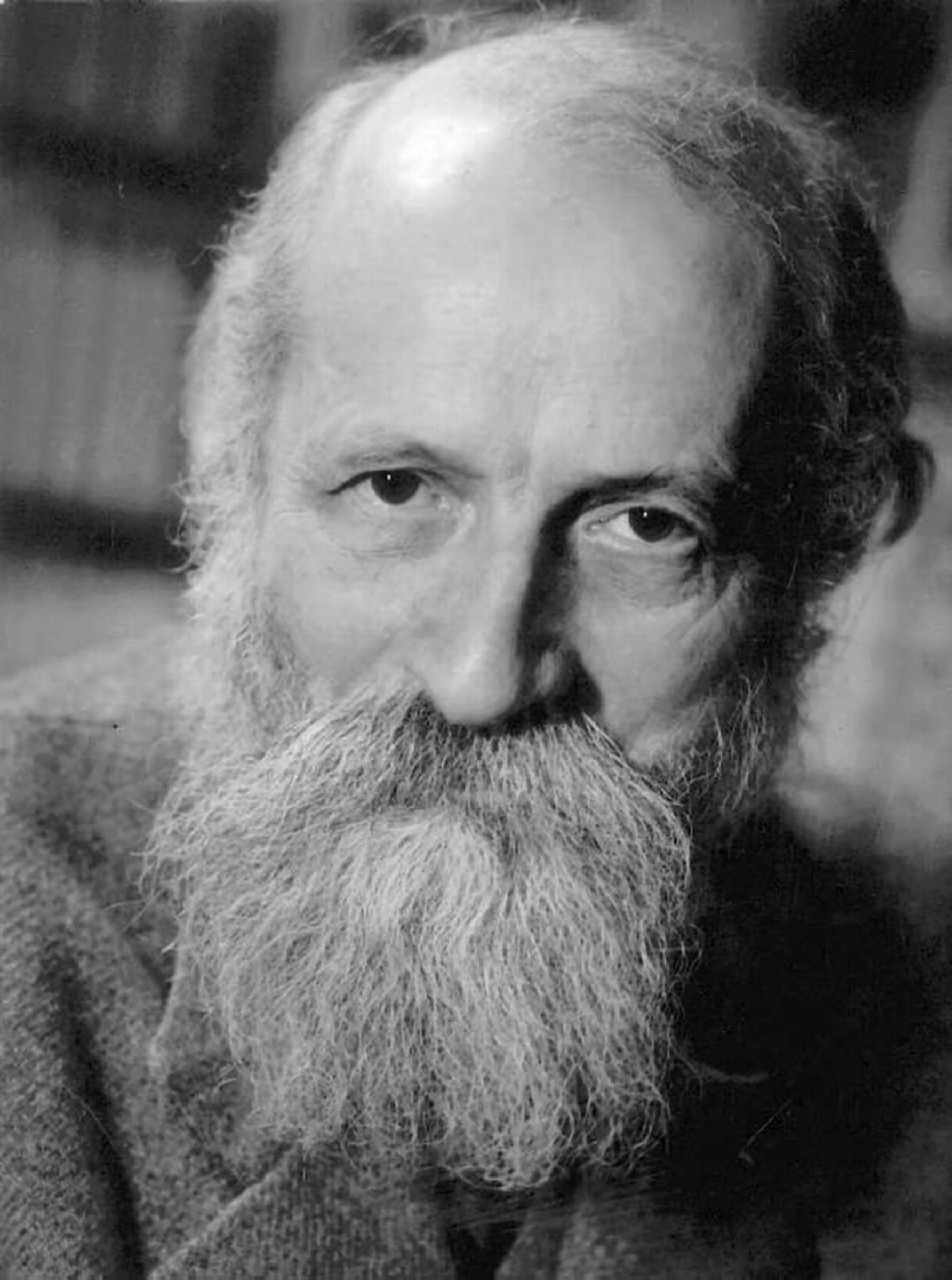
Martin Buber (1940/1950)

Martin Mordechai Buber (hebräisch מרטין מרדכי בּוּבֶּר; geboren am 8. Februar 1878 in Wien; gestorben am 13. Juni 1965 in Jerusalem) war ein österreichisch-israelischer jüdischer Religionsphilosoph. Er ist bekannt für seine Arbeiten zur Dialogphilosophie und zum Chassidismus. Ferner übersetzte er den Tanach neu und engagierte sich im Zionismus.

## Leben

### Herkunft und Familie
Martin Buber wurde 1878 in Wien in wohlhabenden Verhältnissen geboren. Er war der Sohn von Carl (Kalman Yekutiel) Buber, einem erfolgreichen Unternehmer, der im Geschäft mit Getreide, Mineralöl und Phosphatgruben aktiv war. Der Vater gehörte dem liberalen Judentum an. Martin Bubers Mutter war Elise Buber (geb. Wurhaft), eine russische Schauspielerin aus Odessa. Seine Eltern trennten sich 1881, und er wuchs ab dem Alter von vier Jahren bei seinen Großeltern väterlicherseits im galizischen Lemberg (heute Lwiw, Ukraine) auf. Seine Mutter gründete mit einem Offizier eine neue Familie in Russland. Dieser Verlust, der ohne Abschied geschah und ihm von seinen Großeltern auch nicht erklärt wurde, beschäftigte ihn sein Leben lang. Er sah seine Mutter nur ein einziges Mal wieder und erfuhr von ihren genauen Lebensumständen erst 1913 durch einen Brief seiner Halbschwester.

### Lemberg

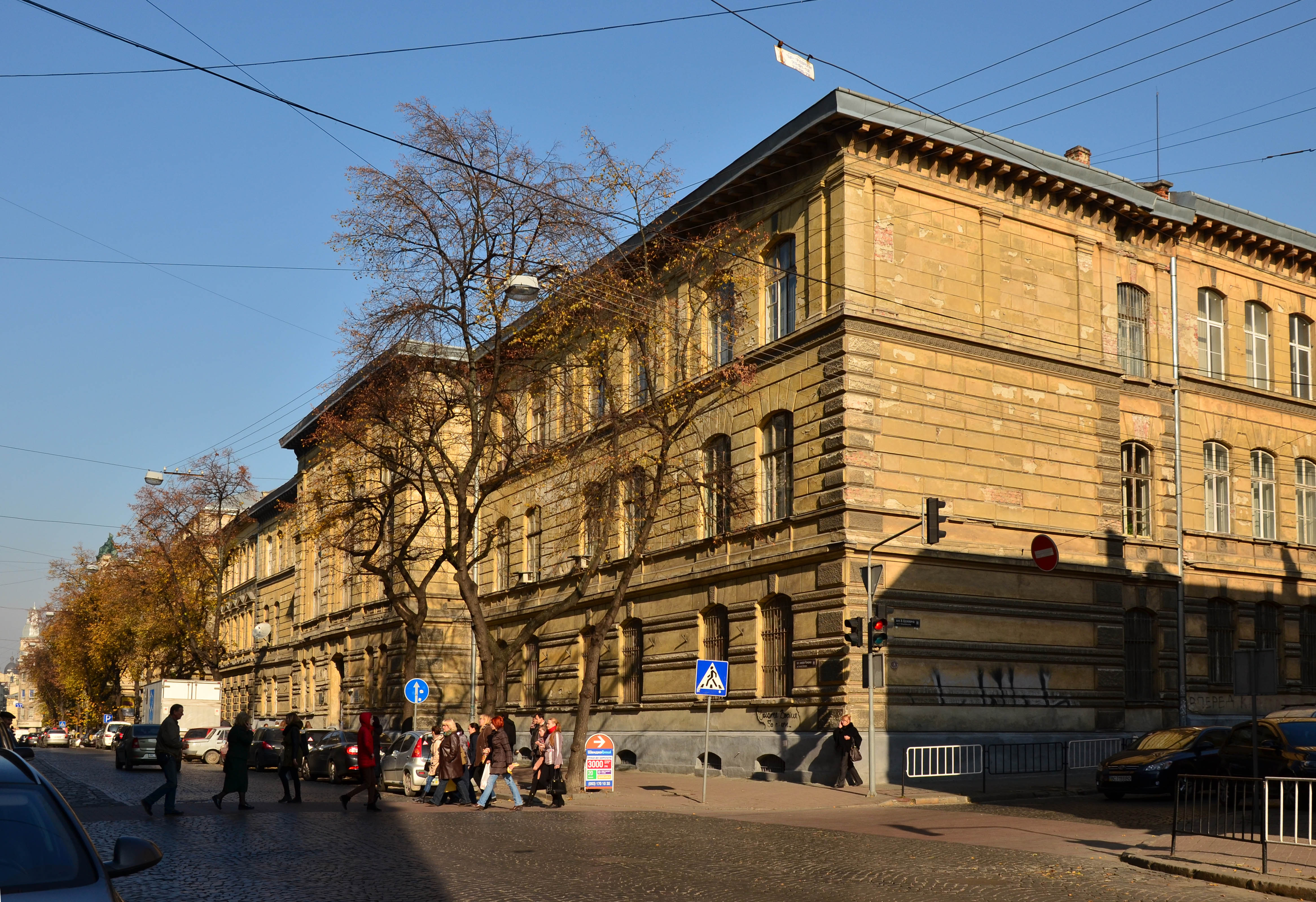
Ehemaliges Franz-Joseph-Gymnasium zu Lemberg

Buber wuchs dreisprachig auf. Von 1888 bis 1896 besuchte er das damals polnischsprachige katholische Kaiser-Franz-Joseph-Gymnasium zu Lemberg, zuvor erhielt er Privatunterricht. Sein Großvater war der Privatgelehrte und Midraschexperte Salomon Buber, der zu seiner Zeit einer der wichtigsten Forscher und Sammler auf dem Gebiet der chassidischen Tradition des osteuropäischen Judentums war. Mit ihm sprach er Jiddisch. Seine Großmutter Adele sprach Deutsch, welches sie sich im Selbststudium durch das Lesen deutscher Literatur angeeignet hatte; zum Schreiben benutzte sie jedoch meist wie im Jiddischen hebräische Buchstaben. Seine Muttersprache war daher Jiddisch, und erst in seiner Studienzeit war er umgeben von Menschen mit deutscher Muttersprache. Seine Mehrsprachigkeit zeichnete ihn zeitlebens aus. Er schrieb auf Deutsch, Hebräisch, Englisch, Französisch, Italienisch und Polnisch und beherrschte Griechisch und Latein. Dem besonderen Verhältnis seiner Großmutter zu Sprachen schreibt Buber zu, ihn tief geprägt zu haben.

### Frühe Jahre

Gründungsmitglieder des Jüdischen Verlags. V. l. n. r.: (stehend) E. M. Lilien, Chaim Weizmann, Davis Trietsch, (sitzend) Berthold Feiwel und Martin Buber, Berlin, 1902

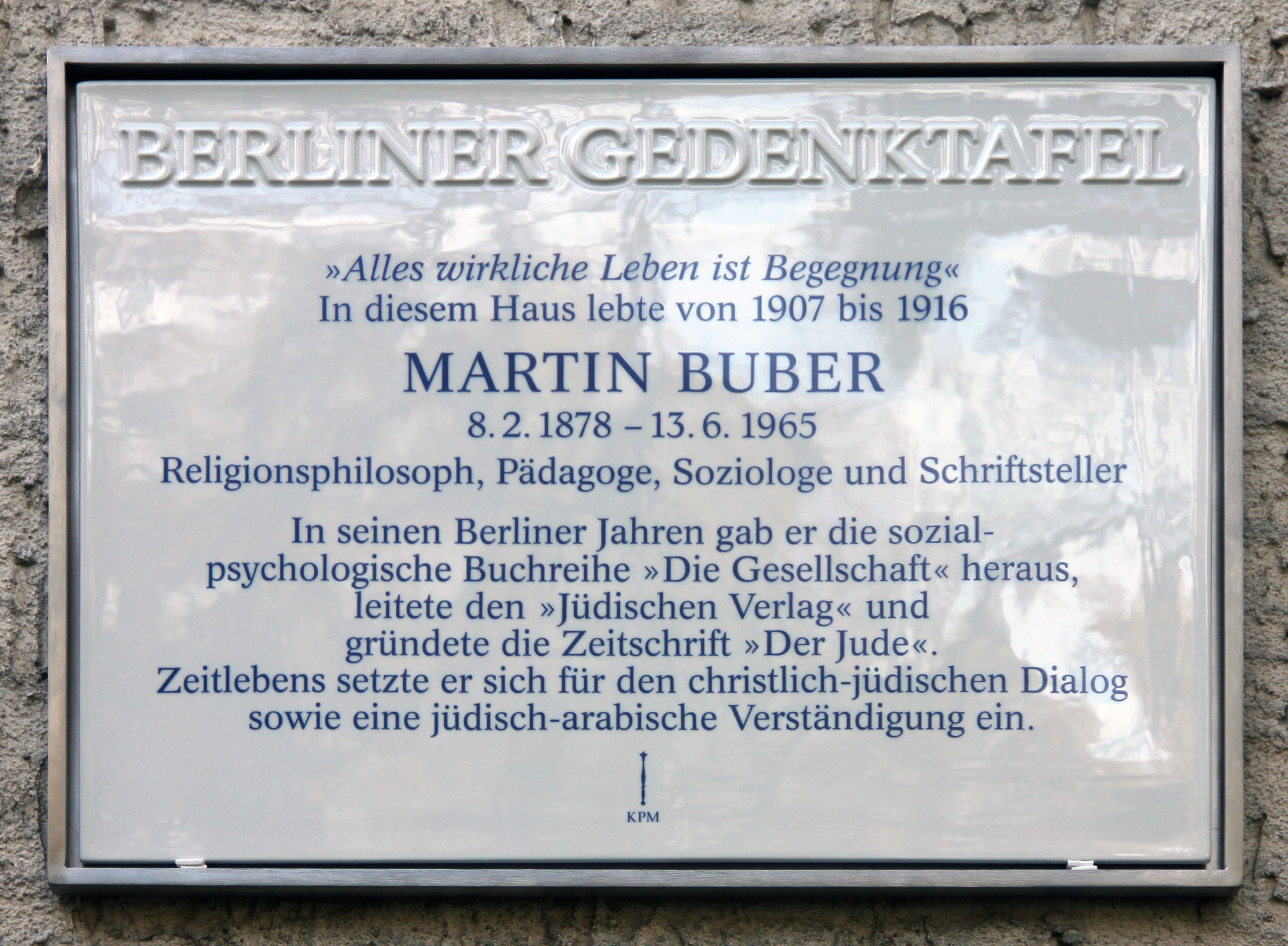
Berliner Gedenktafel am Haus Vopeliuspfad 12 in Berlin-Zehlendorf

Martin Buber studierte in Wien, Leipzig, Zürich und Berlin. Er belegte Nationalökonomie, Philosophie, Germanistik, Kunstgeschichte, Psychiatrie und Psychologie, u. a. bei Heinrich Herkner, Gustav Schmoller, Wilhelm Dilthey und Georg Simmel. 1903 promovierte er mit der Dissertation Zur Geschichte des Individuationsproblems. Nicolaus von Cues und Jakob Böhme.
1899 lernte er die Katholikin Paula Winkler kennen, mit der er sich 1907, nach ihrer Konversion zum Judentum, offiziell verheiratete. Sie wirkte an seiner Arbeit intensiv mit und veröffentlichte ihre eigene schriftstellerische Arbeit unter dem Pseudonym Georg Munk. Das Paar hatte zwei Kinder: Sohn Rafael (1900–1990), verheiratet von 1922 bis 1929 mit Margarete Buber-Neumann, und Tochter Eva (1901–1992), verheiratet mit Ludwig Strauss.
In Wien lernte er Theodor Herzl persönlich kennen (erste briefliche Kontakte gab es im Februar 1900) und schloss sich dessen zionistischer Bewegung an. Im September 1901 übertrug Herzl Buber die Leitung des zionistischen Parteiorgans Die Welt als Nachfolger Berthold Feiwels, der nicht dazu zu bewegen war, die Funktion weiterhin wahrzunehmen.
1902 war Buber Mitbegründer des Jüdischen Verlags. Ab 1905 arbeitete er für den Verlag Rütten & Loening als Lektor; dort initiierte und betreute er u. a. das großangelegte Projekt einer sozialpsychologischen Monografienreihe Die Gesellschaft. 1908 war er an der Gründung des Sozialistischen Bundes beteiligt (u. a. mit Gustav Landauer und Erich Mühsam).
Von 1907 bis 1916 lebte Buber in einem Haus in Berlin-Zehlendorf.

### Heppenheim
1916 gründete er zusammen mit Salman Schocken die Monatszeitschrift Der Jude, deren Herausgeber er war. Buber bekam anfänglich ein geringes monatliches Honorar von Schocken. Später arbeitete er ohne Entgelt und finanzierte sich durch Zuwendungen seines Vaters und mit Einkünften aus Besitztümern, die ihm seine Großeltern vermachten. Diese Arbeit nahm in den Folgejahren einen Großteil seiner Arbeitszeit in Anspruch. Seine philosophischen und chassidischen Arbeiten mussten hintenanstehen, was ihn zunehmend belastete. In einem Brief schrieb er 1922: „[…] übrigens – dies voerst nur im Vertrauen – habe ich vor, den Jüdischen Verlag und auch den Juden so bald als möglich loszuwerden; […] Ich will mir die nächsten Jahre von meiner eigentlichen Arbeit bestimmen lassen […].“

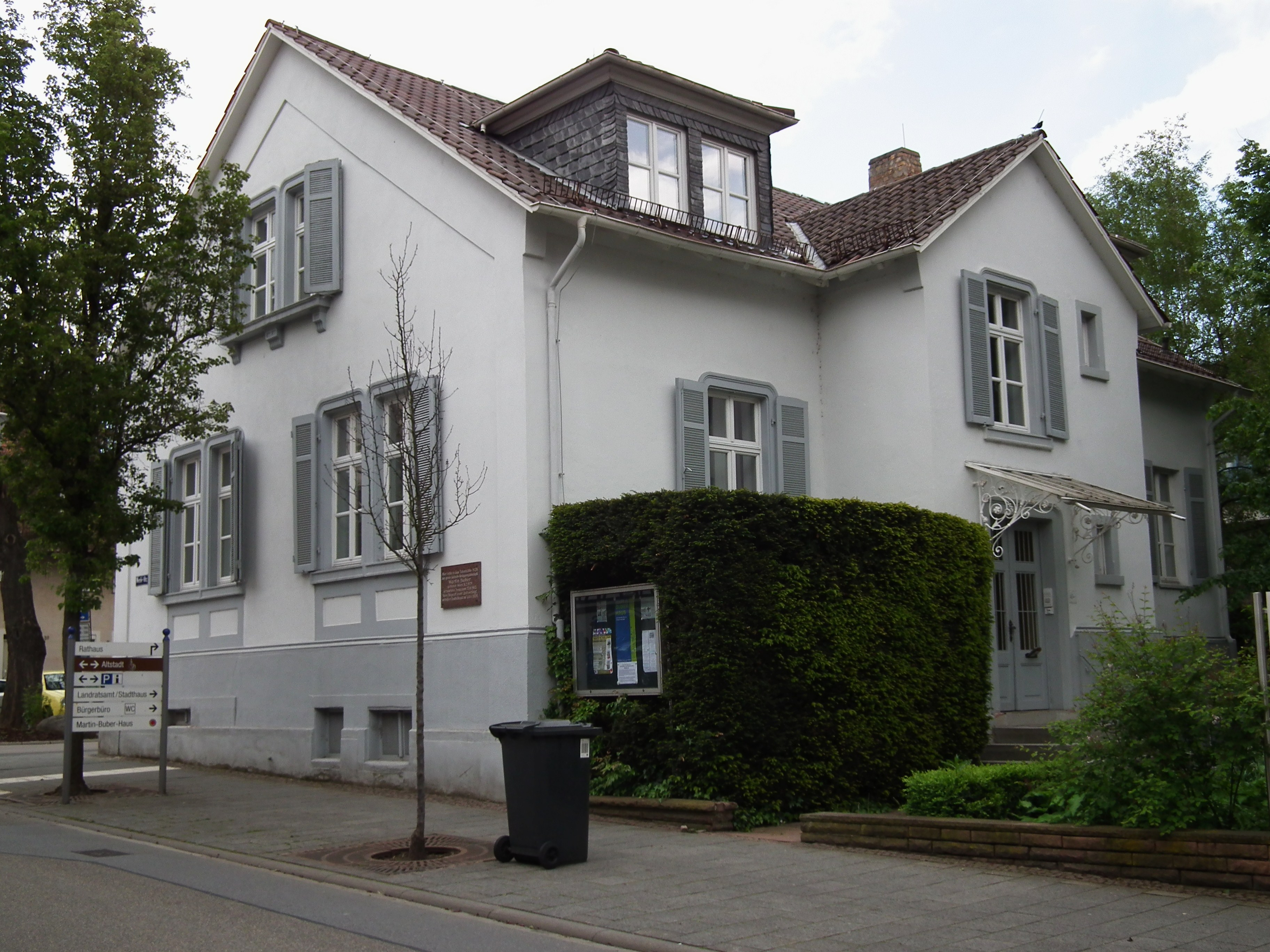
Bubers Wohnhaus in Heppenheim, in dem er von 1916 bis 1938 mit seiner Familie lebte

Ab 1916 lebte Buber mit seiner Familie in Heppenheim an der Bergstraße, wo er 1923 sein philosophisches Hauptwerk Ich und Du veröffentlichte und gemeinsam mit Franz Rosenzweig unter dem Titel Die Schrift eine Neuübertragung der Hebräischen Bibel ins Deutsche begann.
Er hielt 1924 auf dem Monte Verità einen Tao-te-jing-Kurs ab. Von 1924 bis 1933 war Martin Buber erst Lehrbeauftragter und zuletzt Honorarprofessor für jüdische Religionslehre und Ethik an der Universität Frankfurt am Main. Er legte diese Professur 1933 nach der Machtübernahme Hitlers nieder, um einer Aberkennung zuvorzukommen. Er beteiligt sich danach am Aufbau der Mittelstelle für jüdische Erwachsenenbildung bei der Reichsvertretung der Deutschen Juden. Die Mittelstelle war eine von 1934 bis 1938 tätige jüdische Bildungseinrichtung. „Ihr Hauptziel war es, den deutschen Juden die Möglichkeit zu geben, ihre jüdische Identität zu stärken, vor allem, als die jüdische Welt, die sie kannten, um sie herum zusammenbrach. Dies spiegelt sich in dem von Buber geprägten Slogan für das Zentrum wider: ‚Bewaffnung für die Existenz‘.“
Am 21. Februar 1935 untersagte die Geheime Staatspolizei Buber „bis auf weiteres jede Betätigung als Redner in öffentlichen Veranstaltungen und in geschlossenen Tagungen jüdischer Organisationen“. Im selben Jahr wurde er aus der Reichsschrifttumskammer ausgeschlossen.
Bubers Wohnhaus in Heppenheim wurde während der November-Pogrome am 9. November 1938 verwüstet. Er wohnte darin von 1916 bis 1938 zusammen mit seiner Frau und später seinen Enkelinnen, den Töchtern von Rafael Buber und Margarete Buber-Neumann. Barbara (verheiratete Goldschmidt) wurde Malerin, Judith Soziologin und Frauenforscherin. Nachdem es als Kfz-Zulassungsstelle gedient hatte, wurde das Haus 1975/1976 unter Denkmalschutz gestellt, in den Jahren 1978/1979 renoviert und restauriert. Seit April 1979 ist das Haus Sitz des Internationalen Rates der Christen und Juden (ICCJ). In den Jahren 1938 bis 1940 verfasste Paula Buber das literarische Zeitbild Muckensturm. Ein Jahr im Leben einer kleinen Stadt, das 1953 unter Pseudonym veröffentlicht wurde, wobei sich Muckensturm auf Heppenheim bezieht.

### Jerusalem
1938 konnte Buber aus dem NS-Staat nach Jerusalem entkommen – er selbst sprach immer von seiner Einwanderung. Er lehrte dort von 1938 bis 1951 an der Hebräischen Universität von Jerusalem Anthropologie und Soziologie.
Ab diesem Zeitraum stand Buber einigen zionistischen Intellektuellen nahe, so etwa dem Philosophen Felix Weltsch, dem Schriftsteller Max Brod, Politikern wie Chaim Weizmann als auch Hugo Bergman. Sie alle waren Bekannte Bubers aus dem alten Europa der Städte Prag, Berlin und Wien; ihre Freundschaft und gegenseitige Anregung bestand bis in die 1960er Jahre.
Kurz nach den Novemberpogromen erschien Ende 1938 ein offener Brief Mahatma Gandhis unter der Überschrift Die Juden, in dem er zur Judenverfolgung im nationalsozialistischen Deutschland, zum Zionismus und zum Palästinakonflikt Stellung bezog. Gegen diesen Text wandte sich nicht nur Martin Buber. Gandhi betonte zwar seine Sympathien für das jüdische Volk, lehnte aber den Zionismus als ungerecht gegenüber den Arabern ab, denen Palästina ebenso zustehe wie England den Engländern und Frankreich den Franzosen. Ein Krieg gegen Deutschland könne zur Verhinderung der „frevelhaften Verfolgung eines ganzen Volkes“ gerechtfertigt werden. Allerdings könnten die Juden der Verfolgung mit gewaltlosem, organisiertem, zivilen Widerstand begegnen. Es gebe Gemeinsamkeiten zur Situation der Unberührbaren in Indien und zur Diskriminierung der Inder in Südafrika. Buber widersprach in seiner scharfen Replik dem Vergleich der antisemitischen Gewalt mit der Diskriminierung der Inder durch die Briten und Buren. Gandhi kenne die Lage in den deutschen Konzentrationslagern nur unzureichend, das Ausmaß des nationalsozialistischen Terrors sei ihm nicht bewusst. Buber drückte seine Enttäuschung darüber aus, dass der von ihm geschätzte und verehrte Gandhi oberflächlich urteile, denn die Inder in Südafrika würden diskriminiert, seien aber weder vogelfrei, noch würden sie systematisch beraubt oder sogar umgebracht und zu „Geiseln für das erwünschte Verhalten des Auslands“ gemacht. Jahrelanger gewaltloser Widerstand jüdischer Deutscher habe die Nationalsozialisten nicht an ihren Unrechtstaten hindern können, sondern die Gewalt eher verstärkt. Gandhis Behauptung, Palästina gehöre ausschließlich den Arabern, sei historisch, rechtlich und moralisch falsch. Vielmehr stehe Palästina beiden Völkern bzw. allen Völkern zu, die geschichtlich mit diesem Land verbunden seien. Nur ein gemeinsames gewaltfreies Leben miteinander führe zu Frieden und Gerechtigkeit.

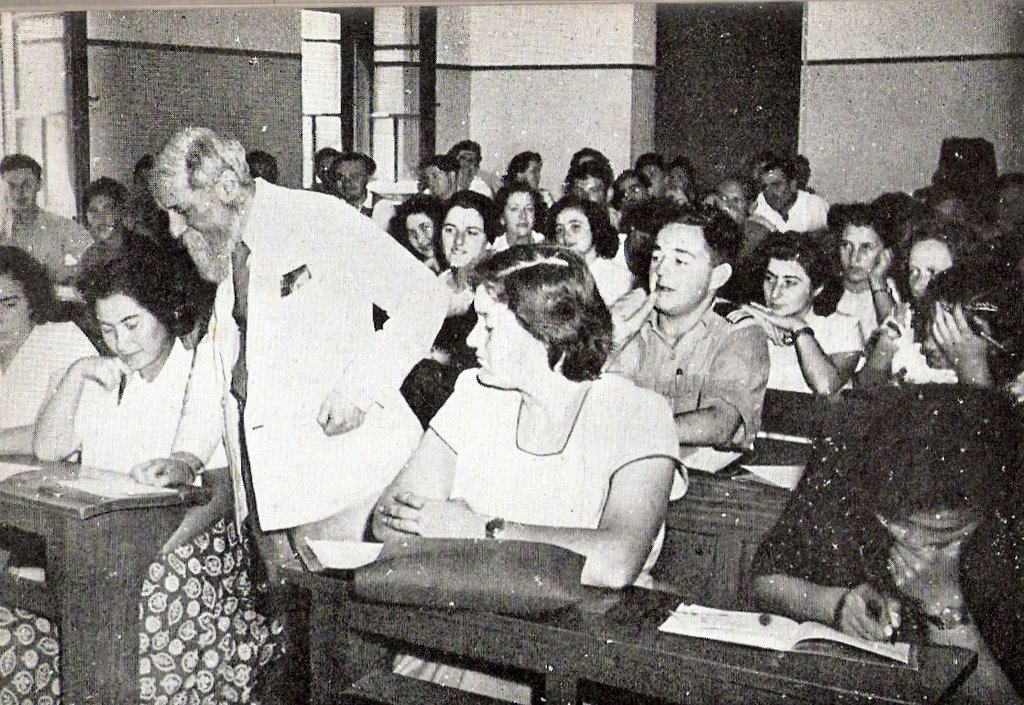
Martin Buber in der Hebräischen Universität Jerusalem

1953 erhielt Buber den Friedenspreis des Deutschen Buchhandels; mit dessen – in Israel sehr umstrittener – Entgegennahme in der Frankfurter Paulskirche setzte er ein Zeichen der Verständigungsbereitschaft. Der Bergsträßer Anzeiger schrieb zu seiner Dankesrede anlässlich der Verleihung: „Buber hat die Welt in seinen Dankesworten ermahnt, das Vertrauen zurückzugewinnen. Die Krise der Menschen zeigt sich am deutlichsten als eine Krise des Vertrauens“. Nach Heppenheim kehrten weder er noch seine Frau je zurück.
In New York war Buber 1955 neben Hannah Arendt, Gershom Scholem u. a. an der Gründung des Leo Baeck Instituts beteiligt, einer wichtigen Dokumentations- und Forschungsstätte für die Geschichte der deutschsprachigen Juden. Ein Großteil der Bestände, die auch in elektronischer Form vorliegen, ist im Jüdischen Museum Berlin einsehbar. Buber gehörte auch – ebenso wie Hannah Arendt – zu den Autoren des Aufbau.
Paula Buber starb 1958 in Venedig bei der Rückkehr von einer Reise durch die USA und Europa, die sie mit ihrem Mann gemeinsam unternommen hatte. Martin Buber starb 1965 in Jerusalem.

## Werk

### Ich und Du
In seinen philosophischen Werken kommt bei Buber vor allem das Thema des Dialogs als anthropologisches Prinzip des Menschen zum Ausdruck. Sein Hauptwerk trägt den Titel Ich und Du (1923) und behandelt das Verhältnis des Menschen zu Gott und zum Mitmenschen als existentielle, dialogische und religiöse Prinzipien. Seine Werke prägten u. a. den Arzt Hans Trüb, später den Pädagogen Hermann Röhrs und den Philosophen Amitai Etzioni, der das kommunitaristische Denken ausarbeitete; auch der strukturierende Dreischritt ich – du – wir des von den Didaktikern Urs Ruf und Peter Gallin entwickelten Dialogischen Lernens scheint von Bubers dialogischem Prinzip geprägt. Zudem plädierte Buber in Texten wie Drei Sätze eines religiösen Sozialisten für einen religiösen Sozialismus.

### Chassidismus
Obwohl Martin Buber selbst zu keiner dieser jüdischen Richtungen gehörte, widmete er sich dem Verständnis der orthodoxen und ultraorthodoxen mystischen jüdischen Bewegung im Westen. Dazu übersetzte er zahlreiche Erzählungen und Traditionen des Chassidismus in die deutsche Sprache. Insbesondere seine umfangreiche Textsammlung Die Erzählungen der Chassidim (1949) liefert dafür ein Zeugnis. Zeit seines Lebens war Buber ein Vermittler zwischen der bedrohten traditionellen Welt der Juden in Osteuropa und der westlichen Haskala.

### Zionismus
Schon zu Beginn der zionistischen Bewegung und der jüdischen Einwanderung nach Palästina mahnte Buber eindringlich, gute Beziehungen zu den Arabern aufzubauen. Das trug ihm viel Widerspruch und Feindschaft ein. Er engagierte sich in den Organisationen Brit Schalom und Ihud.

### Bibelübersetzung
Auf Anregung des Verlegers Lambert Schneider begann Buber 1925 zusammen mit dem Philosophen Franz Rosenzweig mit der Übersetzung der Heiligen Schrift, des Tanach, ins Deutsche. Die Bände erschienen zunächst im Verlag von Lambert Schneider. Es ging den beiden Gelehrten vor allem um die sprachlich genaue Übertragung des hebräischen Urtextes unter Wahrung seines vollen Bedeutungsreichtums. Nach Rosenzweigs Tod im Jahr 1929 setzte Buber die Arbeit allein fort. Dem letzten gemeinsamen Band Jeschajahu wurde ein Zettel beigelegt: „Als Franz Rosenzweig 1929 starb, war die Übertragung der Schrift bis Jesaja Kap. 53 gediehen. Sie ist dann von Martin Buber allein fortgeführt worden.“ Bis 1938 erschienen von vorgesehenen 20 jedoch nur 15 Bände. Der 1938 im Schocken Verlag publizierte Band Gleichsprüche blieb der letzte der Einzelausgaben. Ein geplantes Erscheinen des bereits fertiggestellten Ijob-Bandes im nach New York übersiedelten Schocken-Exilverlag wurde nicht realisiert, weil Buber einen „Torso nicht um ein weiteres Stück vergrößern“ wollte. Die fehlenden Bände kamen erst nach dem Krieg, zu einem einzigen voluminösen Buch zusammengefasst, als Schriftwerke im Rahmen einer vierbändigen Gesamtedition der Buber-Rosenzweig-Bibel im Verlag Jakob Hegner heraus: Die fünf Bücher der Weisung, Neubearbeitete Ausgabe 1954 mit Beilage Zu einer neuen Verdeutschung der Schrift; Bücher der Geschichte 1955; Bücher der Kündung 1958; Das Buch der Preisungen (Psalter) mit Beilage Zur Verdeutschung der Preisungen 1958. Die Buber-Rosenzweig-Übersetzung gilt neben der Tora-Übertragung von Moses Mendelssohn als bedeutendste deutschsprachige jüdische Bibel (und als genauste Übertragung der alttestamentlichen Bücher). Sie war Vorbild für André Chouraqui bei seiner wörtlichen Übertragung der Schrift ins Französische; er verfolgte das Ziel, eine ebenfalls allgemein akzeptierte französischsprachige jüdische Bibel zu schaffen, die in den 1970er Jahren in 22 Bänden erschien und seither ständig nachgedruckt wird.

### Editionen
Anfang der 1960er Jahre stellte Buber seine Werke in drei Sammelbänden zusammen, geordnet nach Schriften zur Philosophie, Schriften zur Bibel und Schriften zum Chassidismus. Sein Hausverlag Lambert Schneider veröffentlichte die drei Bücher gemeinsam mit dem Kösel-Verlag. Diese Edition gilt nach Zusammenstellung und Ordnungsprinzip als Ausgabe letzter Hand und behält daher trotz der inzwischen begonnenen neuen Werkausgabe weiter ihre Gültigkeit. Das im eigentlichen Sinne letzte Buch Bubers ist der Band Nachlese, dessen Druckfahnen er noch selbst korrigiert, dessen Erscheinen er aber nicht mehr erlebt hat. Die Spätzeit des Religionsphilosophen hat Werner Kraft im Band Gespräche mit Martin Buber dokumentiert.
Die in 21 Bänden zwischen 2001 und 2019 publizierte Gesamtausgabe der Schriften Martin Bubers (Martin Buber Werkausgabe) war anfangs als Projekt der Deutschen Forschungsgemeinschaft an der Berlin-Brandenburgischen Akademie der Wissenschaften angesiedelt. Seit 2010 wurde die Edition an der Heinrich-Heine-Universität Düsseldorf aus eigenen Mitteln sowie mit finanzieller Unterstützung des Landes Nordrhein-Westfalen herausgegeben.
2020 wurde ein Langzeitvorhaben der Akademie der Wissenschaften und der Literatur Mainz mit dem Titel Buber Korrespondenzen Digital bewilligt, das sich mit den Briefen von und an Martin Buber auseinandersetzen wird. Hierzu sollen die etwa 40.000 Briefe, die erhalten sind, digitalisiert, transkribiert und teilweise kommentiert werden. Die Briefe sind in der Israelischen Nationalbibliothek archiviert und der Öffentlichkeit bisher noch nicht zugänglich.

## Schriften (Auswahl)
- Martin Buber Werkausgabe (MBW). Im Auftrag der Berlin-Brandenburgischen Akademie der Wissenschaften (bis 2009), der Israel Academy of Sciences and Humanities und der Heinrich-Heine-Universität Düsseldorf (seit 2010) hrsg. von Paul Mendes-Flohr, Peter Schäfer und Bernd Witte (seit 2010). 21 Bde., Gütersloher Verlagshaus, Gütersloh 2001–2019. (Bände bei De Gruyter).
- Die Geschichten des Rabbi Nachman. 1906 Digitalisat.
- Hrsg. der Buchreihe Die Gesellschaft. 1906–1912, 40 Bde.
- Die fünfzigste Pforte. 1907.
- Die Legende des Baalschem. 1908 Digitalisat.
- Ekstatische Konfessionen. 1909.
- Reden und Gleichnisse des Tschuang Tse. 1910 (Erste deutsche Ausgabe, wichtiges Nachwort).
- Drei Reden über das Judentum. 1911 Digitalisat.
- Daniel. Gespräche von der Verwirklichung. 1913 Digitalisat.
- Vom Geist des Judentums. Reden und Geleitworte. 1916 Digitalisat.
- Die jüdische Bewegung. Gesammelte Aufsätze und Ansprachen 1900–1915. 1916 Digitalisat.
- Mein Weg zum Chassidismus. Erinnerungen von Martin Buber. 1918, Digitalisat der Freimann-Sammlung der Universitätsbibliothek der Goethe-Universität Frankfurt am Main
- Der heilige Weg. Ein Wort an die Juden und an die Völker. 1919, Digitalisat der Freimann-Sammlung der Universitätsbibliothek der Goethe-Universität Frankfurt am Main
- Ereignisse und Begegnungen. 1920.
- Ich und Du. 1923 (2021, Reclams Universal-Bibliothek Nr. 14171).
- Die Schrift. (verdeutscht von Martin Buber gemeinsam mit Franz Rosenzweig), 1926–1938.
- Die chassidischen Bücher. 1928.
- Zwiesprache. (Erstdruck 1929, Buchausgabe 1932), u. a. in: Das dialogische Prinzip.
- Königtum Gottes. 1932.
- Kampf um Israel. Reden und Schriften 1921–1932. 1933.
- Die Frage an den Einzelnen. 1936, in: Das dialogische Prinzip.
- M.B., Judah L. Magnes und Ernst Simon (Hrsg.): Towards Union in Palestine. Essays on Zionism and Jewish-Arab cooperation. IHUD (Union) Association, Jerusalem 1947.
- Das Problem des Menschen. 1948.
- Moses. Georg Müller, München 1948.
- Gog und Magog. 1949. Neuausgabe 2009, Verlagshaus Gütersloh, ISBN 978-3-579-02695-4. (Siehe Gog und Magog)
- Die Erzählungen der Chassidim. 1949. (Neuausgabe mit Register und Glossar: Manesse, Zürich 2014, ISBN 978-3-7175-2368-0).
- Zwei Glaubensweisen. 1950.
- Pfade in Utopia. Über Gemeinschaft und deren Verwirklichung. 1950 (vor allem eine Auseinandersetzung mit den Ideen von Gustav Landauer).
- Der utopische Sozialismus. 1952 und 1967 [Ergänzung zum Band Pfade in Utopia].
- Das echte Gespräch und die Möglichkeit des Friedens. Dankesrede anlässlich der Verleihung des Friedenspreises des Deutschen Buchhandels, Friedenspreis des Deutschen Buchhandels 1953
- Gottesfinsternis. Betrachtungen zur Beziehung zwischen Religion und Philosophie. 1953.
- Elemente des Zwischenmenschlichen. In: Das dialogische Prinzip. 1953.
- Reden über Erziehung. 1953, L. Schneider, jetzt: Gütersloher Verlagshaus; 10. Aufl., Heidelberg 2005, ISBN 3-579-02581-3.
- Die Legende des Baalschem, umgearbeitete Neuausgabe, Manesse Verlag, Zürich 1955, ISBN 3-7175-1060-6.
- Begegnung. Autobiographische Fragmente. 1961.
- Juden, Palästina und Araber. 1961, Ner-Tamid-Verlag.
- Werkausgabe in 3 Bänden bei Lambert Schneider / Heidelberg und Kösel / München: ›Schriften zur Philosophie‹ (Bd. 1, 1962), ›Schriften zur Bibel‹ (Bd. 2, 1964), ›Schriften zum Chassidismus‹ (Bd. 3, 1963).
- Der Jude und sein Judentum. Ergänzungsband zur dreibändigen Werkausgabe. Köln, Melzer 1963.
- Nachlese. 2. Ergänzungsband zur Werkausgabe, Heidelberg 1965.
- Das dialogische Prinzip. Heidelberg 1973.
- Ein Land und zwei Völker. Zur jüdisch-arabischen Frage. Jüdischer Vlg., Ffm., Erscheinungsdatum: 1993, ISBN 3-633-54085-7.
- Nachlese. 1965, Heidelberg: L. Schneider, aktuell Gütersloher Verlagshaus; 3. Aufl. (Juli 2002), ISBN 3-579-02576-7
- Briefwechsel aus sieben Jahrzehnten. Drei Bände, hrsg. und eingeleitet von Grete Schaeder, Heidelberg 1972–1975.
- Des Baal-Schem-Tow Unterweisung im Umgang mit Gott. Des Rabbi Israel Ben Elieser genannt Baal-Schem-Tow, das ist Meister vom guten Namen, Unterweisung aus den Bruchstücken. gefügt von Martin Buber. Mit Nachwort und Kommentar hrsg. von Lothar Stiehm. Schneider, Heidelberg 1981, ISBN 3-7953-0185-8.
- Die Kreatur. Editors: Martin Buber, Joseph Wittig, Viktor von Weizsäcker, Band 1 (1926), Band 2 (1928) and Band 3 (1930). Verlag Lambert Schneider (Heidelberg, Berlin).
- Elija. Ein Mysterienspiel, Martin Buber und Elie Wiesel, ISBN 978-3-7953-0931-2.
  - Oper dazu von Antal Doráti: Der Künder, auf Englisch: The Chosen, Oper in 3 Akten (1984), 2022 als szenische Inszenierung bei ORFEO International Music veröffentlicht.

## Würdigungen

### Auszeichnungen
- 1951 Hansischer Goethe-Preis
- 1953 Friedenspreis des Deutschen Buchhandels[38]
- 1958 Goetheplakette der Stadt Frankfurt am Main
- 1958 Israel-Preis
- 1960 Kultureller Ehrenpreis der Landeshauptstadt München[39]
- 1961 Mitglied der American Academy of Arts and Sciences
- 1962 Ehrendoktorwürde der Medizinischen Fakultät der Westfälischen Wilhelms-Universität Münster[40]
- 1963 Erasmuspreis[41]
- 1964 Ehrendoktorwürde der Universität Heidelberg[42]

Martin Buber wurde in den 1950er- und 1960er-Jahren insgesamt zehn Mal für den Literaturnobelpreis und sieben Mal für den Friedensnobelpreis nominiert. Die Auszeichnung der jüdischen Autoren Samuel Agnon und Nelly Sachs mit dem Literaturnobelpreis 1966 wird in einem Zusammenhang mit Martin Buber gesehen, der ein Jahr zuvor verstarb.

### Gedenken
Das 1966 an der Universität zu Köln gegründete zweite judaistische Institut in Deutschland heißt Martin Buber-Institut für Judaistik.
Seit 1968 bis heute wird jährlich die Buber-Rosenzweig-Medaille durch den Koordinierungsrat der Gesellschaften für Christlich-Jüdische Zusammenarbeit an Personen verliehen, die sich besonders für den christlich-jüdischen Dialog einsetzen.
Im Jahr 1970 wurde in Wien-Floridsdorf (21. Bezirk) die Bubergasse nach ihm benannt. Den Pädagogen Buber ehren zahlreiche Schulen in ihrem Namen und auch die Martin-Buber-Jugendherberge (1974) in Überlingen am Bodensee ist nach ihm benannt.
Anlässlich seines 100. Geburtstags wurde Buber 1978 von der Bundespost mit einer 50-Pfennig-Sondermarke geehrt (Entwurf Gerd Aretz).
Durch das 1982 ins Leben gerufene euregionale Kultur- und Wissenschaftsfestival Euriade wird seit 2002 jährlich in der Abtei Rolduc in Kerkrade die Martin-Buber-Plakette verliehen. Das Festival findet im Dreiländereck zwischen Belgien, den Niederlanden und Nordrhein-Westfalen statt.
An der Hebräischen Universität ist ein mit 20 Millionen Euro ausgestatteter Stiftungsfonds Martin-Buber-Gesellschaft der Forschungsstipendiaten in den Geistes-, Kultur- und Sozialwissenschaften an der Hebräischen Universität Jerusalem eingerichtet worden, der weitere Arbeiten von Graduierten unterstützen soll (The Martin Buber Society of Fellows).
Am 16. Oktober 2018 wurde an seinem ehemaligen Wohnort, Berlin-Zehlendorf, Vopeliuspfad 12, eine Berliner Gedenktafel enthüllt.
An der Johann Wolfgang Goethe-Universität in Frankfurt am Main wurde im Februar 2021 das Buber-Rosenzweig-Institut gegründet, das sich mit der Erforschung des Judentums der Moderne und der Gegenwart beschäftigen soll.

### Martin-Buber-Gesellschaft
Die 2000 gegründete Martin-Buber-Gesellschaft sucht „Kenntnis und Verständnis für Martin Buber zu wecken und zu vertiefen, die Erforschung und Darstellung seines Werkes, seiner Person und seiner Zeit zu fördern. In die Erhellung des Buberschen Lebenskreises einbeschlossen sollen seine Herkünfte sein, primär die jüdische Geistes- und Glaubensgeschichte, vorwiegend vom 18. Jahrhundert an.“ In der Gesellschaft gibt es eine philosophische Sektion, eine pädagogische Sektion und eine therapeutische Sektion. Erster Vorsitzender ist Wolfgang Krone, stellvertretende Vorsitzende ist Ursula Frost. Ehrenvorsitzender war Lothar Stiehm.

## Rundfunkberichte
- Rolf Cantzen: Die Sozialphilosophie Martin Bubers (Memento vom 1. April 2015 im Internet Archive), in SWR2 „Wissen“ vom 7. März 2014

## Filme
- Martin Buber, Religionsphilosoph und Humanist, Dokumentarfilm anläßlich des 50. Todesjahres, arte, Frankreich 2015, Regie: Pierre-Henry Salfati, wissenschaftliche Begleitung: Dominique Bourel, Autor der Biographie Martin Buber: Sentinelle de l’humanité, 2015. Anhand bislang unveröffentlichten Archivmaterials und Interviews mit Wissenschaftlern und Gelehrten zeichnet Pierre-Henry Salfati den Werdegang und die Gedanken des Philosophen nach. Aufzeichnung im Internet-Archiv: archive.org.